# キタダケソウ属
キタダケソウ属（キタダケソウぞく Callianthemum）はキンポウゲ科の属の一つ。主に多年草で、高さは10～30cmほど。白い花を数輪付ける。アジアからヨーロッパにかけて二十数種ほどが知られている。日本では南アルプス・北岳特産のキタダケソウをはじめ、ヒダカソウ、キリギシソウの3種が確認されているが、全て局所的な分布で、盗掘などにより絶滅が危惧されている。

## 主な種

### 日本産
- キタダケソウ (Callianthemum hondoense) - 南アルプス・北岳固有種

絶滅危惧II類 (VU)（環境省レッドリスト）
- ヒダカソウ (Callianthemum miyabeanum) - 北海道日高山脈・アポイ岳固有種

絶滅危惧IA類 (CR)（環境省レッドリスト）
- キリギシソウ (Callianthemum sachalinense var. kirigishiense) - 北海道夕張山地・崕山固有種

絶滅危惧IA類 (CR)（環境省レッドリスト）

### 外国産

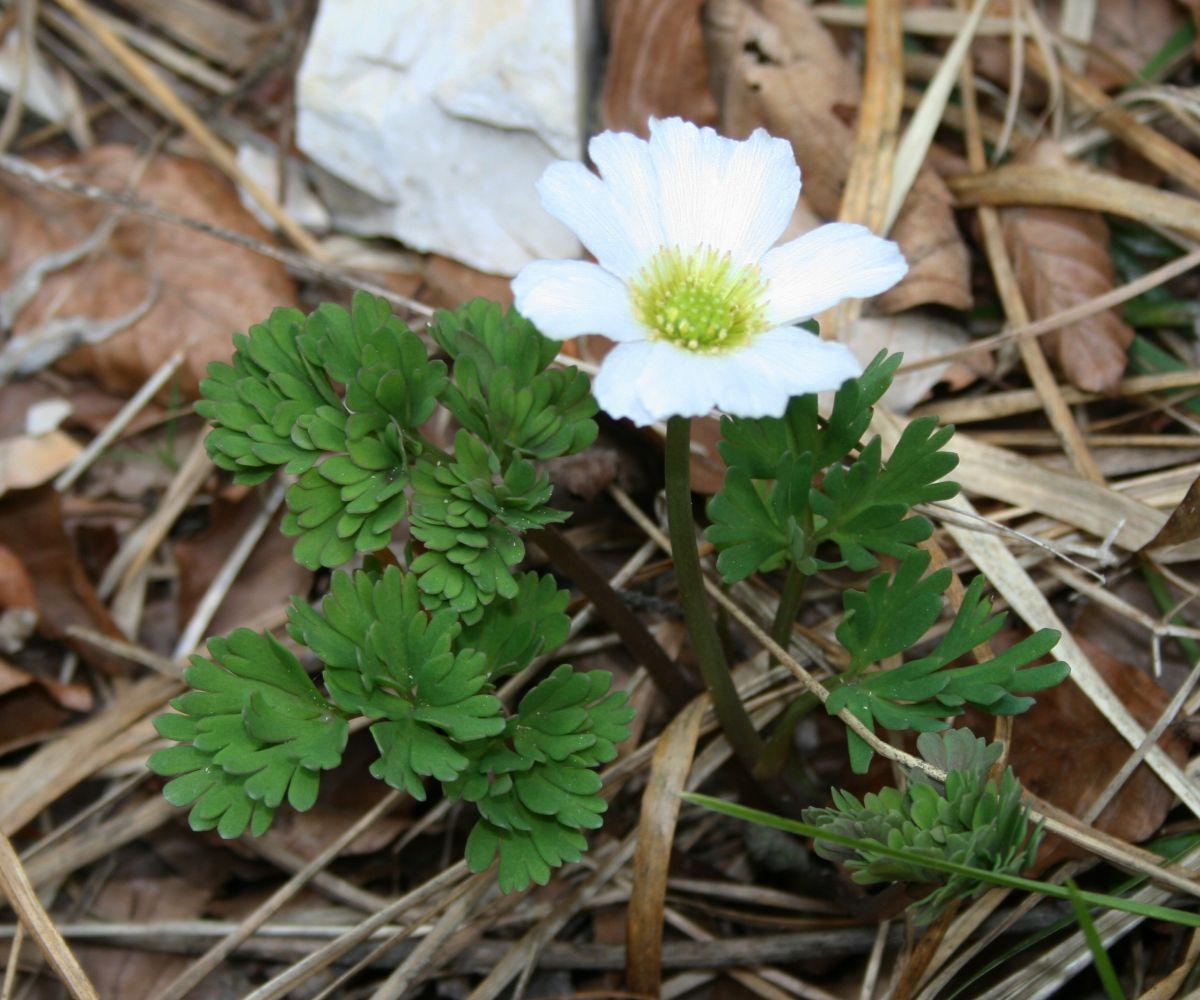
カリアンテマム・アネモノイデス
(C. anemonoides)

- Callianthemum acaule
- Callianthemum alatavicum - 中国・ウイグル、モンゴル、ロシア、カシミール地方などに分布。
- Callianthemum anemonoides - ヨーロッパアルプスに分布。
- Callianthemum angustifolium - 中国・ウイグル、モンゴル、シベリアに分布。
- Callianthemum berardi
- Callianthemum bipinnatum
- Callianthemum cachemirianum
- Callianthemum coriandrifolium
- Callianthemum cuneilobum
- Callianthemum endlicheri
- Callianthemum farreri - 中国・甘粛省、四川省に分布。
- Callianthemum imbricatum
- Callianthemum insigne （ウメザキサバノオ） - 北朝鮮・咸鏡山脈最高峰の冠帽峰に分布。
- Callianthemum isopyroides
- Callianthemum kernerianum - ヨーロッパアルプス（イタリア北部）に分布。
- Callianthemum pimpinelloides - アフガニスタン、ブータン、インド北部、ネパール、パキスタン、中国南西部に分布。
- Callianthemum rutaefolium
- Callianthemum sachalinense （カラフトミヤマイチゲ） - ロシア・サハリン（樺太）に分布する。キリギシソウの母種。
- Callianthemum sajanense - ロシア・サヤン山脈に分布。
- Callianthemum semiverticillatum
- Callianthemum taipaicum - 中国・陝西省南部に分布。
- Callianthemum tibeticum